# Plusiopalpa
Plusiopalpa is een geslacht van vlinders van de familie Uilen (Noctuidae), uit de onderfamilie Plusiinae.

## Soorten
- P. adrasta Felder, 1874
- P. camptogamma (Hampson, 1910)
- P. dichora Holland, 1894
- P. hildebrandti (Saalmüller, 1891)
- P. shisa Strand, 1919
- P. thaumasia Dufay, 1968